# 景德镇站
景德镇站位于江西省景德镇市通站路，为南昌铁路局上饶车务段管辖的客货运二等站。景德镇站是皖赣铁路上的重要车站之一，鼎盛时期日最高发送客流达2万人次。2015年合福客运专线通车后，车站客流发送量因被周边车站分流而不断下降，2017年春运期间日均发送旅客降至3000人次。2017年12月衢九铁路景德镇北站开通后，景德镇站的客运业务更多地转为以售票为主，充当“景德镇北站在市内的火车票代售点”作用。
景德镇站在建成前由建于1973年、1976年开办临时客运业务的历尧站（现景德镇南站）承担。1980年1月1日，车站由鹰潭铁路分局接管并于7月1日开始办理皖赣铁路始发往贵溪方向客货列车的运营。1981年车站至上行宁国站区间建成并开始临管客运业务:180。1983年3月车站开始扩建，1984年5月完工，并于1985年6月1日正式启用。车站除客运业务外还办理货运、列车解编、机车换挂和修理业务。
九景衢铁路通车后，与本站相连的东南、西南联络线同步启用。列车可以通过联络线接入九景衢铁路前往九江和衢州方向。

## 车站结构

### 站房
景德镇站站房坐东朝西，建筑面积6684平方米，其中旅客服务用房面积2159平方米。售票处位于站房南侧，面积364平方米，设有人工售票窗口和自动取票机，提供24小时服务。行包房和出站后位于站房北侧，总面积1071平方米:180。进站口位于站房中间，南北两面墙设有通往第一候车室、第二候车室的大门，门上的墙面绘有被称做景德镇的32位“中国陶瓷大师”之一的张松茂所做大型陶瓷壁画《昌水帆影》和《古阁临风》，各高4.8米，长11.5米，每副用2600多块瓷板组成。
景德镇站设有总面积1512平方米的普通候车室和面积147平方米的软席候车室:180。目前车站仅开放一号候车室，所有列车的检票候车工作在此完成。候车室设有六个检票口，检票口后侧的墙面绘有张松茂和日本备前烧艺术家浦上善次于1994-1997所做高5米、宽15米的《庐山骏马图》：张松茂负责绘制庐山五老峰，而浦上善次则负责雕塑五匹骏马。
- 一号候车室大门上方《古阁临风》陶瓷壁画
- 景德镇站进站大厅，二号候车室大门上方绘有《昌水帆影》陶瓷壁画
- 一号候车室，检票口后侧的墙面绘有《庐山骏马图》陶瓷壁画
- 车站出口

### 站场
景德镇站设有两个站台面、6条到发线，包括一个基本站台和一个中间站台，共编有三个站台号，到发线东侧6条调车线:180。
车站货场总面积150000平方米，仅办理专用线、专用铁路货运作业，设有6条装卸线、3座总建筑面积7681平方米货物站台、3座总建筑面积3014平方米的货物仓库、3座总面积9507平方米的露天货场:180。车站设有通往鹰潭机务段景德镇运用车间及鹰潭工务段景德镇材料分库的专用线。
| 侧式站台 |                  |
| 1站台    | 皖赣铁路         |
| 2站台    | 皖赣铁路 正线    |
| 岛式站台 |                  |
| 3站台    | 皖赣铁路         |
| 到发线   | 皖赣铁路         |
| 到发线   | 皖赣铁路         |
| 到发线   | 皖赣铁路         |
| 调车线   | 皖赣铁路货物列车 |

## 旅客列车目的地
景德镇站是皖赣铁路一个重要的客运车站，所有皖赣铁路的客运列车均在景德镇站停靠。作为皖赣铁路江西省内最后一个地级市站，景德镇站还始发终到前往南昌的两对列车。此外，景德镇站还开行一对前往皖赣铁路南昌局局界站营里的57007/57008次通勤列车。
目前在景德镇站停靠的旅客列车终到站分布如下：
| 列车所属路局 | 目的地                   |
| ------------ | ------------------------ |
| 南昌铁路局   | 始发：南昌、营里（通勤） |

## 车站周边
- 景德镇汽车东站